# 朱貴煊
巴東王朱貴煊（1400年—1452年），明朝遼藩第一代巴東王，遼簡王朱植的庶第五子。

## 生平
永樂二年（1404年），封巴東王。永樂二十二年（1424年）五月，遼王朱植去世。九月，朱貴煊與遠安王朱貴燮兄弟二人因父死不奔丧而被削減禄米之半。十月，朱貴煊兄弟二人又被削爵，降為庶人，發往父親墳園居住。朱贵煊仍有一千石的岁禄。
一说朱贵煊去世于景泰三年（1452年），享年五十三歲。但《明英宗实录》又记载正统八年（1443年）户部奏巴东王朱贵煊已故。《明英宗实录》又记载景泰七年（1456年）六月，朱贵燮、朱贵烚（据其他记载已于1449年去世）、朱贵煊因肃孝皇后崩逝，遣人上表进香，礼部奏称他们虽被革王爵，但未被开除宗籍，应该对他们所遣的人加赏赐，诏赐彩币钞有差。
南明時期，巴東王的封爵恢復，朱貴煊的七世孫朱儼鈺襲爵。

## 家庭

### 妻
- 李氏[5]

### 子孫
- 輔國將軍朱豪圢[6]
  - 嫡長子奉國將軍朱恩鎊[7][8]
    - 第一子鎮國中尉朱寵潝[7]，弘治十四年（1501年）四月賜誥命冠服[9]
      - 第一子朱致槍[7]
      - 第二子朱致楐[7]
      - 第三子朱致槤[7]

    - 第二子鎮國中尉朱寵湒，弘治十四年（1501年）四月賜誥命冠服[9]
      - 第一子朱致𣚃[7]
      - 第二子朱致榐[7]

    - 嫡三子鎮國中尉朱寵𤂷，弘治元年（1488年）四月賜名[10]，弘治十四年（1501年）四月賜誥命冠服[9]
      - 第一子朱致槫[7]
      - 第二子朱致桃[7]

    - 第四子朱寵激，弘治二年（1489年）十月賜名[10]，弘治十四年（1501年）四月賜誥命冠服[9]

  - 第二子奉國將軍朱恩鋒[7]
    - 第一子鎮國中尉朱寵湴，弘治十二年（1499年）五月賜誥命冠服[11]
      - 第一子朱致榶[7]
      - 第二子朱致櫟[7]

    - 第二子鎮國中尉朱寵灝，成化二十二年（1486年）六月賜名[12]（嘉靖荊州府志作「寵灦」），弘治十二年（1499年）五月賜誥命冠服[11]
    - 嫡三子鎮國中尉朱寵洺，弘治六年（1493年）五月賜名[13]
      - 第一子朱致櫆

    - 嫡四子鎮國中尉朱寵添，弘治十七年（1504年）七月賜名[14]
    - 第五子鎮國中尉朱寵演[7]
- 奉國中尉朱豪垛[7]
  - 奉國中尉朱恩鍮[7]
    - 嫡長子奉國中尉朱寵潡，弘治二年（1489年）十一月賜名[15]
      - 第一子朱致榡[7]
      - 第二子朱致𪳁[7]
      - 第三子朱致椅[7]

    - 第二子奉國中尉朱寵濔，弘治三年（1490年）五月賜名[16]（嘉靖荊州府志作「寵瀰」）
      - 第一子朱致？[7]
      - 第二子朱致？[7]
- 奉國中尉朱豪埢[5][17]
  - 第一子奉國中尉朱恩鏹[7]
    - 嫡長子奉國中尉朱寵瀨，弘治十七年（1504年）七月賜名[14]
    - 嫡次子奉國中尉朱寵液，弘治十七年（1504年）七月賜名[14]
    - 第三子奉國中尉朱寵浩[7]
      - 第一子朱致？

  - 第二子奉國中尉朱恩鐇，成化十六年（1480年）十二月賜名[18]，成化二十年（1484年）二月在世
    - 第一子奉國中尉朱寵滿[7]
    - 第二子奉國中尉朱寵沖[7]
    - 第三子奉國中尉朱寵測[7]